# Haidefeld
Haidefeld ist ein Ortsteil von Gebersreuth, einem Ortsteil von Gefell im Saale-Orla-Kreis in Thüringen.

## Geografie und Geologie
Der Weiler Haidefeld liegt 632 m über NN und ist die höchste Siedlung im Gefeller Umland. Nordwestlich befindet sich mit dem Rosenbühl der höchste Berg des Thüringer Vogtlandes. Die Landesstraße 1093 führt direkt am Weiler von Gefell nach Plauen vorüber. Mit dieser Straße hat die Ansiedlung Anbindung an die Bundesstraße 2 und somit an die Bundesautobahnen A9, A93 und A72. Die ehemalige innere Verkehrslage der Dörfer zu den Wiesen und Feldern auf dem Plateau des Südostthüringer Schiefergebirges führte wohl mit zu der Weilergründung.
Nachbarorte sind südlich Gebersreuth, westlich die Stadt Gefell, nördlich Rothenacker und östlich Mißlareuth.
Mit der Linie 710 des Verkehrsunternehmens KomBus hat Haidefeld Anschluss an die Kernstadt Gefell und von da aus an die Städte Schleiz, Hirschberg (Saale), Hof (Saale), Tanna und Plauen.

## Geschichte
Die urkundliche Ersterwähnung von Haidefeld fand 1797 statt. Die enge Verbindung der Einwohner zu Gebersreuth ist schon lange bekannt. Nach dem Zweiten Weltkrieg hatten die Einwohner mit den Problemen der Grenzsicherung zur BRD zu tun. Die Kinder gehen nun nicht mehr nach Gebersreuth, sondern mit den Schülern aus dem Partnerort nach Gefell.
Das Dorf ist landwirtschaftlich geprägt.